# André Steiner
André Steiner (Gera, 8 februari 1970) is een Duits voormalig roeier. Steiner maakte zijn debuut voor Oost-Duitsland tijdens de wereldkampioenschappen roeien 1989 met een vierde plaats in de dubbel-vier. Twee jaar later kwam Steiner voor het eerst uit op een mondiaal toernooi voor het verenigde Duitsland, tijdens de wereldkampioenschappen roeien 1991 won Steiner de bronzen medaille in de dubbel-twee. Op de wereldkampioenschappen roeien 1993 werd Steiner wereldkampioen in de dubbel-vier. Steiner sloot zijn carrière af met de olympische titel in de dubbel-vier tijdens de Olympische Zomerspelen 1996.

## Resultaten
- Wereldkampioenschappen roeien 1989 in Bled 4e in de dubbel-vier
- Wereldkampioenschappen roeien 1991 in Wenen  in de dubbel-twee
- Wereldkampioenschappen roeien 1993 in Račice  in de dubbel-vier
- Wereldkampioenschappen roeien 1994 in Indianapolis  in de dubbel-vier
- Wereldkampioenschappen roeien 1995 in Tampere  in de dubbel-twee
- Olympische Zomerspelen 1996 in Atlanta  in de dubbel-vier

1976: Wolfgang Güldenpfennig & Rüdiger Reiche & Karl-Heinz Bußert & Michael Wolfgramm ·
1980: Frank Dundr & Carsten Bunk & Uwe Heppner & Martin Winter ·
1984: Albert Hedderich & Raimund Hörmann & Dieter Wiedenmann & Michael Dürsch ·
1988: Agostino Abbagnale & Davide Tizzano & Gianluca Farina & Piero Poli ·
1992: André Willms & Hajek & Steinbach & Stephan Volkert] ·
1996: André Steiner & Stephan Volkert & Andreas Hajek & André Willms ·
2000: Agostino Abbagnale & Alessio Sartori & Rossano Galtarossa & Simone Raineri ·
2004: Nikolai Spinev & Igor Kravtsov & Aleksei Svirin & Sergej Fedorovstev ·
2008: Michał Jeliński & Marek Kolbowicz & Adam Korol & Konrad Wasielewski ·
2012: Karl Schulze & Philipp Wende & Lauritz Schoof & Tim Grohmann ·
2016: Karl Schulze & Philipp Wende & Lauritz Schoof & Hans Gruhne ·
2020: Dirk Uittenbogaard & Abe Wiersma & Tone Wieten & Koen Metsemakers ·
2024: Koen Metsemakers & Tone Wieten & Finn Florijn & Lennart van Lierop
- Gemeinsame Normdatei: 129606014
- International Standard Name Identifier: 0000 0000 1555 965X
- Virtual International Authority File: 10929047
- WorldCat: E39PBJpPHVV3VygvJWBD9wxv73